# Portada/article març 18

## Bronzes de Benín
Els bronzes de Benín són una col·lecció formada per més de 1.000 peces commemoratives que provenen del palau reial del regne de Benín. Van ser creades pels pobles Edo des del segle xiii, i els britànics es van apoderar de la majoria el 1897. 200 es van dur al Museu Britànic, mentre que la resta es van repartir entre altres museus. Encara que comunament s'anomenen els bronzes de Benín, no totes les peces són fetes d'aquest material.
Els bronzes de Benín van fer augmentar l'apreciació d'Europa per la cultura africana i l'art tribal. Se sap que els bronzes es feien a Benín des del segle xiii, i que bona part de les col·leccions daten dels segles XV i XVI. Es creu que els dos períodes daurats en la creació de bronzes són el regnat d'Esigie (~1550) i el d'Eresonye (1735-50).